# Schaatsen op de Olympische Winterspelen 2022 - 5000 meter vrouwen
De 5000 meter vrouwen op de Olympische Winterspelen 2022 werd op donderdag 10 februari 2022 in de National Speed Skating Oval in Peking, China verreden.

## Tijdschema
| Datum       | Lokale tijd | MET   |
| ----------- | ----------- | ----- |
| 10 februari | 20:00       | 13:00 |

## Records
Records voor aanvang van de Spelen in 2022. 
| Titelhouder      | Esmee Visser      | Nederland | 6:50,23 | Gangneung      | Olympische winterspelen 2018 | 16 februari 2018 |
| Wereldrecord     | Natalja Voronina  | Rusland   | 6:39,02 | Salt Lake City | WK Afstanden 2020            | 15 februari 2020 |
| Olympisch record | Claudia Pechstein | Duitsland | 6:46,91 | Salt Lake City | Olympische winterspelen 2002 | 23 februari 2002 |
| Baanrecord       | Chen Xiangyu      | China     | 7:28,04 | Olympic Test   | Olympic Test                 | Olympic Test     |

## Statistieken

### Uitslag
| Plaats | Naam                   | Land            | Tijd    | Verschil | Record           |
| ------ | ---------------------- | --------------- | ------- | -------- | ---------------- |
| Goud   | Irene Schouten         | Nederland       | 6:43,51 | -        | BR               |
| Zilver | Isabelle Weidemann     | Canada          | 6:48,18 | + 4,67   |                  |
| Brons  | Martina Sábliková      | Tsjechië        | 6:50,09 | + 6,58   | SB               |
| 4      | Francesca Lollobrigida | Italië          | 6:51,76 | + 8,25   | Italiaans record |
| 5      | Ragne Wiklund          | Noorwegen       | 6:56,34 | + 12,83  | PR               |
| 6      | Natalia Voronina       | Russische ploeg | 6:56,99 | + 13,48  | SB               |
| 7      | Sanne in 't Hof        | Nederland       | 6:59,77 | + 16,26  |                  |
| 8      | Misaki Oshigiri        | Japan           | 7:01,17 | + 17,66  | PR               |
| 9      | Marina Zoejeva         | Wit-Rusland     | 7:02,91 | + 19,40  | SB               |
| 10     | Momoka Horikawa        | Japan           | 7:06,92 | + 23,41  | NJR              |
| 11     | Han Mei                | China           | 7:08,37 | + 24,86  | PR               |
| 12     | Magdalena Czyszczoń    | Polen           | 7:21,49 | + 37,98  |                  |

PR = persoonlijk record, SB = beste seizoenstijd, BR = baanrecord
NR = nationaal record, NJR = nationaal jeugdrecord

### Startlijst
| Rit        | Binnenbaan         | Buitenbaan             |
| ---------- | ------------------ | ---------------------- |
| 1          | Momoka Horikawa    | Marina Zoejeva         |
| 2          | Han Mei            | Magdalena Czyszczoń    |
| 3          | Sanne in 't Hof    | Natalja Voronina       |
| Dweilpauze |                    |                        |
| 4          | Martina Sáblíková  | Misaki Oshigiri        |
| 5          | Isabelle Weidemann | Ragne Wiklund          |
| 6          | Irene Schouten     | Francesca Lollobrigida |

## IJs- en klimaatcondities
| Tijd             | 19:58   | 20:27   | 20:48   | 21:14   |
| Paar             | 1       | 3       | 4       | 6       |
| Luchttemperatuur | 19,0°C  | 18,6°C  | 18,3°C  | 18,6°C  |
| IJstemperatuur   | -11,0°C | -11,1°C | -11,1°C | -11,0°C |
| Luchtvochtigheid | 22%     | 23%     | 23%     | 23%     |
| Luchtdruk        | 1016hPa | 1016hPa | 1017hPa | 1017hPa |

## Deelnemers

### Lotingsgroepen
| Groep | SOQC                                     | Nr. | Naam                   | Rit     |
| ----- | ---------------------------------------- | --- | ---------------------- | ------- |
| I     | 4 best gerangschikte deelnemers          | 1   | Isabelle Weidemann     | 5 t/m 6 |
| I     | 4 best gerangschikte deelnemers          | 2   | Ragne Wiklund          | 5 t/m 6 |
| I     | 4 best gerangschikte deelnemers          | 3   | Irene Schouten         | 5 t/m 6 |
| I     | 4 best gerangschikte deelnemers          | 4   | Francesca Lollobrigida | 5 t/m 6 |
| II    | 5 tot nummer 8 gerangschikte deelnemers  | 5   | Martina Sáblíková      | 3 t/m 4 |
| II    | 5 tot nummer 8 gerangschikte deelnemers  | 6   | Natalja Voronina       | 3 t/m 4 |
| II    | 5 tot nummer 8 gerangschikte deelnemers  | 7   | Sanne in 't Hof        | 3 t/m 4 |
| II    | 5 tot nummer 8 gerangschikte deelnemers  | 8   | Misaki Oshigiri        | 3 t/m 4 |
| III   | 9 tot nummer 12 gerangschikte deelnemers | 9   | Marina Zoejeva         | 1 t/m 2 |
| III   | 9 tot nummer 12 gerangschikte deelnemers | 10  | Han Mei                | 1 t/m 2 |
| III   | 9 tot nummer 12 gerangschikte deelnemers | 11  | Magdalena Czyszczoń    | 1 t/m 2 |
| III   | 9 tot nummer 12 gerangschikte deelnemers | 12  | Momoka Horikawa        | 1 t/m 2 |

### Afmeldingen
Tijdens de Winterspelen
- Quotaplek  Canada #2 (Ivanie Blondin) → vervangen door  Polen #1 (Magdalena Czyszczoń)